# 映秀镇
映秀镇是中国四川省阿坝藏族羌族自治州汶川县的一个镇。映秀镇地处阿坝州南大门，是进出九寨沟、卧龙、四姑娘山的必经之地。映秀镇处于国道213线和省道303线交汇处，都汶高速公路直达映秀镇。映秀镇是2008年汶川大地震的震中区域。

## 地理概况
映秀镇面积115.12平方公里。2004年末，映秀镇有农业人口4181人，8个行政村29个村民小组，因紫水工程移民，2005年有农业人口3387人，7个村，25个村民小组，7个行政村分别为：中滩堡村、老街村、枫香树村、黄家村、张家坪村、渔子溪村、黄家院村。
2007年，映秀镇有耕地面积1800亩，已退耕地4950亩，常住人口6906人，其中农业人口4193人，素有“水电之乡”之称。
映秀镇境内物种丰富，粮食作物主要以玉米、洋芋、红苕为主，经济作物以油菜籽以及各种蔬菜为主。
2002年全镇人均收入1885元，粮食总产量658567公斤，农民人平有粮128公斤，乡镇企业总产值2027万元。

## 行政区划
2019年12月，撤销银杏乡，将其所属行政区域划归映秀镇管辖。
现辖：
秀坪社区、中滩堡村、老街村、枫香树村、黄家村、张家坪村、渔子溪村和黄家院村。

## 汶川大地震

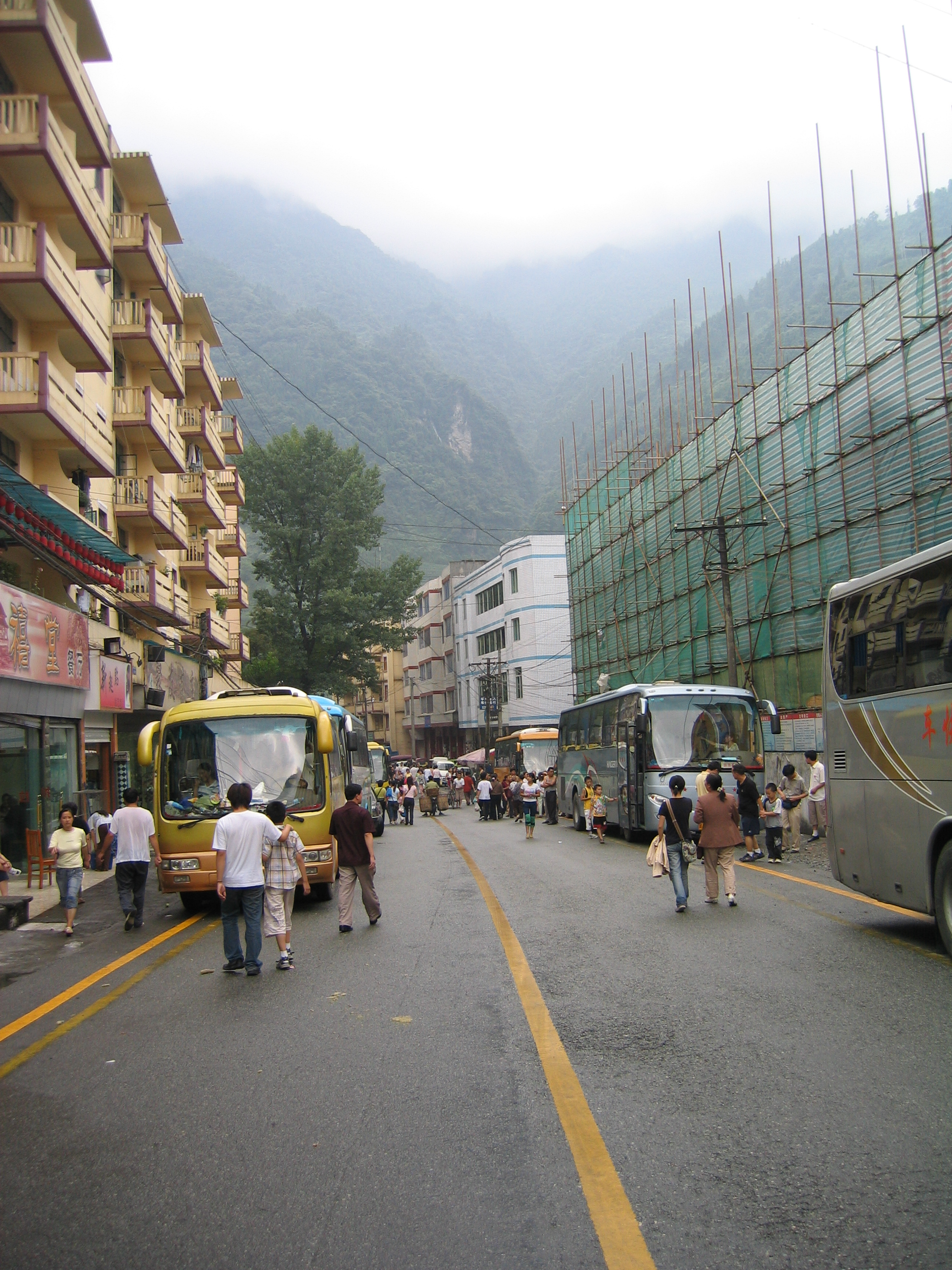
雨後街景，攝於2005年7月

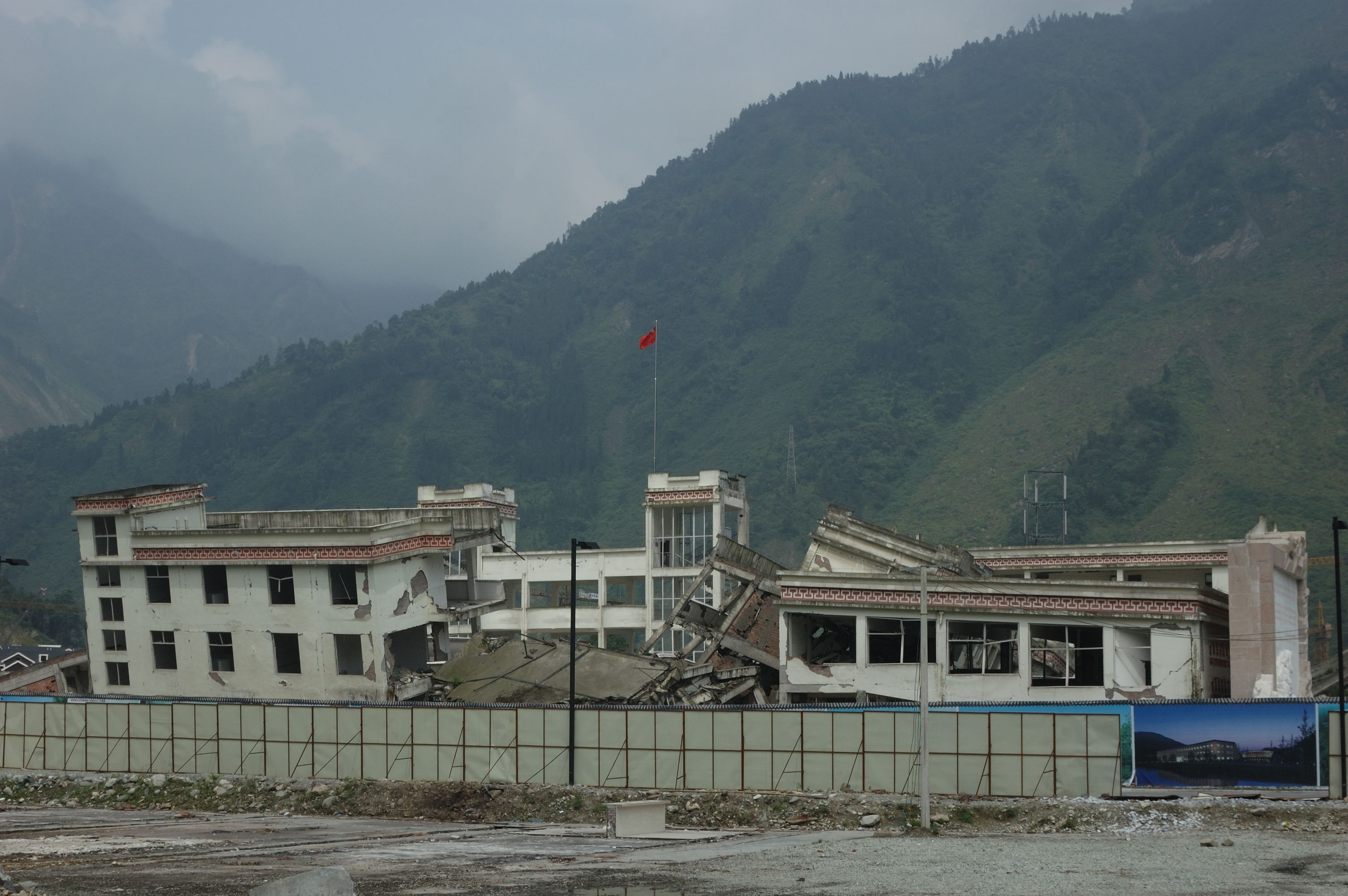
映秀漩口中学遗址

- 2008年5月12日，四川省发生罕见大地震，震中位于映秀镇附近，为重災區，全鎮一萬多人口中，數千人死亡。[8]映秀镇在震后曾长达十餘小时完全失去对外联络，外部救援力量由于地势和天气原因，也极难进入映秀。导致该镇在地震中损失巨大。[9]
- 香港TVB新聞部派出逾十隊採訪隊約數十人，包括記者，工程人員等到四川採訪，當中有5隊TVB採訪隊從不同徙徑進入震央映秀鎮，其中香港TVB採訪隊柳俊江和另一隊TVB採訪隊潘蔚林在惡劣環境中徒步約兩天，直達震央，成為全球第一隊及第二隊進入震央映秀鎮的國際媒體記者，也是首隊中國及國際媒體採訪隊以徙步方式進入震央映秀鎮，以直面災情的畫面報道，其拍的畫面被大部分國際媒體使用，包括NHK、CNN、BBC、TVBS及CCTV等。
- 2008年5月24日联合国秘书长潘基文抵达汶川映秀镇。温家宝在映秀镇救灾现场与潘基文会面。会晤后，两人一同会见中外记者。[10]
- 2008年5月31日，解放軍一架Mi-8运输直升机（mi-171）在執行地震災區救災任務時，在映秀鎮附近墜毀，造成機上18人全部罹難。
- 2009年5月11日，汶川县映秀镇灾后恢复重建项目开工暨映秀小学奠基仪式在抗震救灾期间直升机机场原址隆重举行。同时开工的有映秀小学、映秀幼儿园、中滩堡大道、渔子溪桥和映秀镇安居房五个项目，这是震中的映秀镇灾后重建的第一批项目。[11]

## 相关内容
- 汶川大地震
- 5·31四川救災直升機失事事故